# Port lotniczy Zamboanga

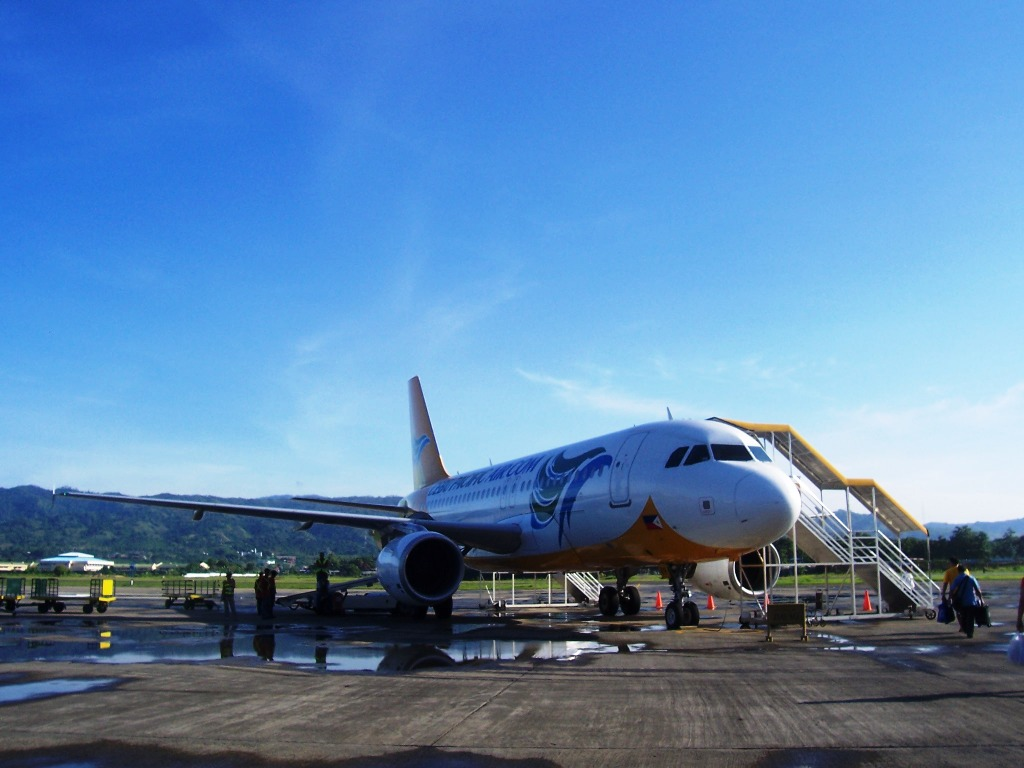
Samolot linii Cebu Pacific na lotnisku Zamboanga

Port lotniczy Zamboanga (IATA: ZAM, ICAO: RPMZ) – międzynarodowy port lotniczy położony w Zamboanga, na Filipinach.

## Linie lotnicze i połączenia
| Linia Lotnicza     | Kierunek                                          |
| ------------------ | ------------------------------------------------- |
| Bangsamoro Airways | 1. Cotabato 2. Jolo                               |
| Cebu Pacific       | 1. Cebu 2. Davao 3. Iloilo 4. Manila 5. Tawi-Tawi |
| PAL Express        | 1. Cebu 2. Manila 3. Tawi-Tawi                    |
| Leading Edge       | 1. Cebu 2. Jolo                                   |

## Linie cargo
- 2GO
- Pacific East Asia Cargo Airlines